# Marco Ferradini (album)
Marco Ferradini è un album di Marco Ferradini pubblicato nel 1986.

## Tracce
1. Strada di Fuoco – 5:18
2. Piove Piove – 4:15
3. Paese che Vai – 4:14
4. Mario – 6:05
5. Forse Non Lo Sai – 4:31
6. Caravan – 4:44
7. C'è una Cosa – 4:21
8. Cronache di Viaggio – 6:19